# Statická webová stránka
Statická webová stránka  je webová stránka, která je doručena uživateli přesně tak, jak je uložena, oproti dynamické webové stránce, která je generována webovou aplikací.
Statická webová stránka tedy zobrazuje stejný obsah všem uživatelům nezávisle na kontextu. Avšak moderní webové servery jsou schopny zprostředkovat žádaný typ obsahu či jazyk dokumentu, pokud taková verze dokumentu existuje a server je k tomuto jednání nakonfigurován.
Statické webové stránky jsou často HTML dokumenty uložené v souborovém systému dostupné webovým serverem přes HTTP. Občas dochází k mylné interpretaci definice statických webových stránek, že se mezi statické stránky počítají i webové stránky uložené v databázi a že mohou být dokonce formátovány pomocí šablony a obslouženy serverovou aplikací, jelikož se webová stránka nemění a zdá se být uložená.

## Výhody a nevýhody
Výhody:
- Pro vytvoření statické stránky není třeba umět programovat
- Lze veřejně cashovat (tedy cashovaná kopie může být ukázána komukoli).
- Nejsou kladeny žádné zvláštní požadavky na hosting.
- Může být zobrazena přímo webovým prohlížečem bez potřeby webového serveru nebo aplikačního serveru, například přímo z CD-ROM nebo USB flash disku.

Nevýhody:
- Veškerá personalizace nebo interaktivita musí běžet na straně klienta (např. v prohlížeči), která je omezená
- Údržba velkého množství statických stránek jako souborů může být nepraktická bez automatizovaných nástrojů